# Amy Lee
Amy Lynn Lee (13 de desembre de 1981, Riverside, Califòrnia, Estats Units) és la vocalista del grup musical Evanescence. És Mezzo-soprano.
Va fundar aquest grup juntament amb Ben Moddy, a qui va conèixer en un campament mentre ella tocava la cançó Meat Loaf "I Would Do Anything for Love" amb el piano. L'estètica de l'Amy és clarament gòtica, cosa que li dona una imatge victoriana o fins i tot sinistra.
L'Amy té un germà i dues germanes. Quan era petita, va patir la pèrdua de la seva germana petita a qui li dedica la cançó "Hello" del disc Fallen i "Like You" de The Open Door, el seu últim disc.
La seva família es va traslladar a molts llocs, com ara Illinois, Kansas i Florida, però finalment es van quedar a Little Rock, Arkansas, on podem trobar els inicis d'Evanescence. L'Amy es va graduar a la Pulaski Academy l'any 2000, tot i que també va estar un temps a la Middle Tennessee State University.
David Hodges, als teclats, es va integrar al grup el 1998, quan encara era un duo. L'any 2000 tots tres varen enregistrar el que per a molts és el seu primer CD, titulat Origin. Tanmateix, l'Amy no ho considera així, ja que se'n van editar molt poques còpies. Després d'això, David Hodges es va retirar i es van incorporar al grup John LeComp i Rocky Gray.
L'any 2003 es va editar el que l'Amy considera el primer CD del grup, Fallen, el primer single del qual va ser "Bring Me To Life", un duo amb Paul McCoy, vocalista de la 12 Stones. Aquesta cançó, que no va ser més que una exigència de la casa discogràfica, forma part de la banda sonora de la pel·lícula "Daredevil", juntament amb "My Immortal", la balada més coneguda d'Evanescence.
El maig de 2003, l'Amy va començar una relació sentimental amb Shaun Morgan (del grup Seether) amb el qual també va col·laborar a la cançó Broken, que forma part de la banda sonora de la pel·lícula "The Punisher". Aquesta relació es va acabar el 2005 de molt mala manera.
El desembre de 2005 Denni Rider, el representant de l'Amy, la va demandar per incompliment de contracte. Llavors, l'Amy va respondre'l imposant-li una altra demanda acusant-lo d'assetjament sexual i negligència professional. Entre altres coses, ella assegurava que l'havia assetjat sexualment utilitzant recursos laborals en assumptes personals.
El seu segon àlbum a nivell internacional titulat "Anywhere but Home" creat l'any 2004 conté temes com Thoughtless (un cover de Korn), Farther Away, Breathe No More i Missing.
The Open Door és la seva última producció discogràfica. Va ser editada el 3 d'octubre de 2006. El primer single d'aquesta nova producció va ser Call Me When You're Sober que, dedicat a Shaun Morgan, va resultar un èxit radical. El segon single és Lithium i ja es pot veure i escoltar en els mitjans audiovisuals.

## Imatge
L'Amy té un estil que molts podrien definir com a gòtic, marcat per l'ús ocasional de maquillatge (línia d'ulls negra, cara blanquíssima i llavis vermells) i una manera de vestir única, que consisteix en roba d'estil victorià. Ella mateixa es dissenya tota la roba que porta i fins i tot a vegades la cus ella mateixa (com el vestit que porta al vídeo "Going Under"). Als concerts sol portar cotilla i sempre llueix un destacat pírcing a la cella esquerra que es pot veure molt bé a la caràtula del disc "Fallen" (àlbum debut d'Evanescence), tot i que alguns fans comenten que se l'ha tret en concerts recents. El color de cabell natural d'Amy és castany clar; els ulls, verd però porta lents de color blaves; i fa 1,63m.
Molts fans veneren Amy pel fet de no utilitzar el seu cos en la música. Moltes vegades ha declarat que mai mostraria el seu cos en medis publicitaris per captar l'atenció del públic, criticant, de pas, a altres cantants com Britney Spears o Christina Aguilera.
Actualment la seva imatge és una mica més alegre perquè amb el llançament del seu nou disc ha canviat una mica el seu estil, incloent colors com el morat, el blau, el vermell i fins i tot una mica de rosa.
El 2006, la revista Blender va col·locar a l'Amy Lee com una de les dones més boniques del rock, juntament amb Joan Jett, Courtney Love i Maja Ivarsson.